# Airbus Beluga XL
Airbus Beluga XL ― широкофюзеляжний транспортний літак на базі авіалайнера A330-200, що покликаний до 2023 прийти на заміну Airbus Beluga. Модель XL має аналогічне попередній моделі розширення фюзеляжу у верхній частині. Розробка, конструювання та експлуатація здійснюється компанією Airbus для перевезення негабаритних частин літаків. Проект започатковано у листопаді 2014 р. в обсязі 6 бортів, що матимуть на 30 % більшу місткість, ніж існуюча модель. XL зможе перевозити одночасно  два крила A350 XWB тоді як попередня модель ― лише одне.Про завершення проектних робіт було повідомлено 16 листопада 2015 р. Остаточна збірка почалась у 2017 р., а експлуатація ― 9 січня 2020 р.
Перший політ літак здійснив 20 липня 2018 року, який тривав чотири години і одинадцять хвилин. Під управлінням капітана Крістофа Келя, другого пілота Бернардо Саєс-Беніто Ернандеса і бортінженера Джина Мішеля Піна, літак піднявся в повітря, пробув там вказаний вище час і о 14:21 за місцевим київським часом успішно здійснив посадку на смугу аеродрому в Тулузі-Бланяк, Франція.

## Порівняльна характеристика
| Дані                 | Airbus Beluga XL                        | Airbus Beluga                               |
| -------------------- | --------------------------------------- | ------------------------------------------- |
| Ємність              | 53 т                                    | 47 т                                        |
| Довжина              | 63,10 м                                 | 56,15 м                                     |
| Розмах крил          | 60,30 м                                 | 44,84 м                                     |
| Висота               | 18,90 м                                 | 17,24 m                                     |
| Діаметр фюзеляжу     | 8,80 м                                  | 7,10 м                                      |
| Дальність польоту    | 4 074 км                                | 2 779 км                                    |
| Макс. злітна маса    | 227 т                                   | 155 т                                       |
| Макс. посадочна маса | 187 т                                   | ---                                         |
| Силова установка     | 2 х Rolls-Royce Trent 700, кожен 316 кН | 2 × General Electric CF6-80C2A8, 232—276 kN |